# Clitoridectomía
La clitoridectomía o clitorectomía es la extirpación quirúrgica, reducción o extirpación parcial del clítoris. Rara vez se utiliza como procedimiento médico terapéutico, como cuando el cáncer se ha desarrollado en el clítoris o se ha extendido al mismo. A menudo se realiza en recién nacidos intersexuales. Comúnmente, la extirpación no médica del clítoris se realiza durante la mutilación genital femenina (MGF).

## Usos médicos

### Enfermedades malignas
La clitoridectomía se suele realizar para extirpar tumores malignos o necrosis del clítoris. A veces se realiza junto con una vulvectomía radical completa. La cirugía también puede ser necesaria debido a tratamientos de radiación terapéutica en la zona pélvica.
La extirpación del clítoris puede deberse a un tumor maligno o a un traumatismo.

### Intersexualidad y otras afecciones
Las niñas que nacen con un genotipo 46,XX pero tienen genitales afectados por hiperplasia suprarrenal congénita son tratadas quirúrgicamente con vaginoplastia que a menudo reduce el tamaño del clítoris sin su extirpación total. El tamaño atípico del clítoris se debe a un desequilibrio endocrino en el útero. Otras razones para la cirugía son los problemas relacionados con un microfalo y quienes padecen el síndrome de Mayer-Rokitansky-Küster-Hauser. Los tratamientos en niños plantean problemas de derechos humanos.

## Técnica
Las técnicas quirúrgicas de clitoridectomía se utilizan para extirpar un tumor maligno invasivo que se extiende hasta el clítoris. En estos casos se siguen procedimientos quirúrgicos estándar. Esto incluye la evaluación y la biopsia. Otros factores que afectarán a la técnica seleccionada son la edad, otras afecciones médicas existentes y la obesidad. Otras consideraciones son la probabilidad de una hospitalización prolongada y el desarrollo de infección en la zona quirúrgica. La cirugía se realiza con anestesia general y, antes de la vulvectomía/clitoridectomía, se realiza una linfadenectomía inguinal. La extensión del campo quirúrgico se extiende de uno a dos centímetros más allá de los límites de la malignidad. También puede ser necesario extirpar los ganglios linfáticos superficiales. Si la neoplasia está presente en el tejido muscular de la región, también se extirpa. En algunos casos, el cirujano puede conservar el clítoris aunque el tumor maligno sea extenso. Se extirpa el tejido canceroso y se cierra la incisión.
Los cuidados postoperatorios pueden emplear el drenaje por succión para permitir que los tejidos más profundos cicatricen hacia la superficie. El seguimiento tras la intervención incluye la retirada del dispositivo de drenaje para evitar obstrucciones. La estancia típica en el hospital puede ser de hasta dos semanas. El lugar de la intervención se deja sin vendar para permitir un examen frecuente. Las complicaciones pueden ser la aparición de linfedema, aunque no extirpar la vena safena durante la intervención ayudará a evitarlo. En algunos casos, la elevación del pie, la medicación diurética y las medias de compresión pueden reducir la acumulación de líquido.
En una clitoridectomía para bebés intersexuales, a menudo se reduce el clítoris en lugar de extirparlo. El cirujano corta el tallo del falo alargado y cose el glande y los nervios conservados en el muñón. En una cirugía menos común denominada recesión del clítoris, el cirujano oculta el tallo del clítoris bajo un pliegue de piel, de modo que sólo queda visible el glande.

## Sociedad y cultura

### General
Aunque muchos estudiosos feministas han descrito la clitoridectomía como una práctica destinada a controlar la sexualidad de la mujer, la aparición histórica de esta práctica en las antiguas culturas europeas y de Oriente Próximo puede haber derivado posiblemente de ideas sobre las personas intersexuales y la vigilancia de los límites entre los sexos.
En el siglo XVII, los anatomistas seguían divididos sobre si el clítoris era un órgano femenino normal, y algunos sostenían que sólo las personas intersexuales lo tenían y que, si era lo suficientemente grande como para ser visible, debía extirparse siempre al nacer. En el siglo XIX, algunos pensaban que la clitoridectomía frenaba la masturbación femenina. Isaac Baker Brown (1812-1873), un ginecólogo inglés que fue presidente de la Sociedad Médica de Londres, creía que la "irritación antinatural" del clítoris causaba epilepsia, histeria y manía, y trabajó "para extirparlo siempre que tenía la oportunidad de hacerlo", según su obituario en el Medical Times and Gazette. Peter Lewis Allen escribe que las opiniones de Brown causaron indignación y que murió sin dinero tras ser expulsado de la Sociedad Obstétrica.
Ocasionalmente, en la medicina estadounidense e inglesa del siglo XIX, se practicaba la circuncisión como cura para la locura. Algunos creían que los trastornos mentales y emocionales estaban relacionados con los órganos reproductores femeninos y que extirpar el clítoris curaría la neurosis. Este tratamiento se interrumpió en 1867.
La estética puede determinar las normas del clítoris. La falta de ambigüedad de los genitales se considera necesaria para asignar un sexo a los bebés y, por tanto, para determinar si los genitales de un niño son normales, pero lo que es ambiguo o normal puede variar de una persona a otra.
El comportamiento sexual es otra de las razones de las clitoridectomías. La autora Sarah Rodríguez afirmó que la historia de los manuales de medicina ha creado indirectamente ideas aceptadas sobre el cuerpo femenino. Los manuales de medicina y ginecología también son culpables de la forma en que se describe el clítoris en comparación con el pene masculino. Se subestima la importancia y originalidad del clítoris femenino porque se considera "un órgano menos significativo, ya que los textos de anatomía comparaban el pene y el clítoris en una sola dirección". Según Rodríguez, el pene masculino creó el marco del órgano sexual.
No todos los ejemplos históricos de cirugía del clítoris deben considerarse clitoridectomía (extirpación del clítoris). En los años treinta, la psicoanalista francesa Marie Bonaparte estudió las prácticas quirúrgicas del clítoris en África y demostró que a menudo se trataba de la extirpación del capuchón del clítoris, no del clítoris. También se sometió a una intervención quirúrgica en su propio clítoris, realizada por el cirujano vienés Dr. Halban, que consistió en cortar el ligamento suspensorio del clítoris para permitir que se asentara más cerca de la abertura vaginal. Este tipo de intervenciones quirúrgicas en el clítoris, en lugar de reducir el placer sexual de la mujer, parecen tener como objetivo hacer que el coito sea más placentero para ella, aunque no está claro si ese es el resultado real.

### Temas relacionados con los derechos humanos
Para más información ver Mutilación genital femenina y Derechos humanos de los intersexuales
La clitoridectomía es la forma más común de mutilación genital femenina. La Organización Mundial de la Salud (OMS) calcula que se han practicado clitoridectomías a 200 millones de niñas y mujeres que viven actualmente. Las regiones donde se practican más clitoridectomías son Asia, Oriente Medio y África occidental, septentrional y oriental. La práctica también existe en inmigrantes procedentes de estas regiones. La mayoría de las cirugías se realizan por motivos culturales o religiosos.
La clitoridectomía de mujeres con condiciones intersexuales es controvertida cuando se realiza durante la infancia o bajo coacción. Las mujeres intersexuales expuestas a dicho tratamiento han hablado de su pérdida de sensibilidad física, y de pérdida de autonomía. En los últimos años, múltiples instituciones de derechos humanos han criticado el manejo quirúrgico precoz de dichas características.
En 2013, se reveló en una revista médica que cuatro atletas femeninas de élite no identificadas de países en desarrollo fueron sometidas a gonadectomías y clitoridectomías parciales después de que las pruebas de testosterona revelaran que tenían una condición intersexual. En abril de 2016, el relator especial de las Naciones Unidas sobre la salud, Dainius Pūras, condenó este tratamiento como una forma de mutilación genital femenina "en ausencia de síntomas o problemas de salud que justifiquen esos procedimientos."